# Ключи (Тюльганский район)
Ключи — село в Тюльганском районе Оренбургской области России. Административный центр и единственный населенный пункт Ключевского сельсовета.

## География
Находится на расстоянии примерно 19 километров по прямой на юг от районного центра поселка Тюльган.

## История
Село основано в 1789 году помещиком Тимашевым. В 1798 году здесь уже проживало 116 человек. Население делилось на три конфессии: православные и старообрядцы поповского и беспоповского толка. В советское время работал колхоз «Память Ильича».

## Население
| 2010 | 2012 | 2013 | 2014 | 2015 | 2016 |
| ---- | ---- | ---- | ---- | ---- | ---- |
| 435  | ↘432 | ↘420 | ↘412 | →412 | ↗414 |
| 2017 | 2018 | 2019 | 2020 | 2021 |      |
| ↘405 | ↘384 | ↘368 | ↘353 | ↘348 |      |

Население составляло 519 человек в 2002 году (русские 78 %), 435 по переписи 2010 года.

## Известные уроженцы, жители
Василий Николаевич Шмарин (род. 10 января 1967 года) — глава муниципального образования Оренбургский район (с 2015 года), в 2000—2009 годах — глава муниципального образования Тюльганский район.

## Инфраструктура
Личное подсобное хозяйство.
Основа экономики — сельское хозяйство.

## Достопримечательности
Стела павшим в годы Великой Отечественной войны

## Транспорт
Село доступно автотранспортом с автодороги 53К-2105000.